# ビーチクラフト マスケティア

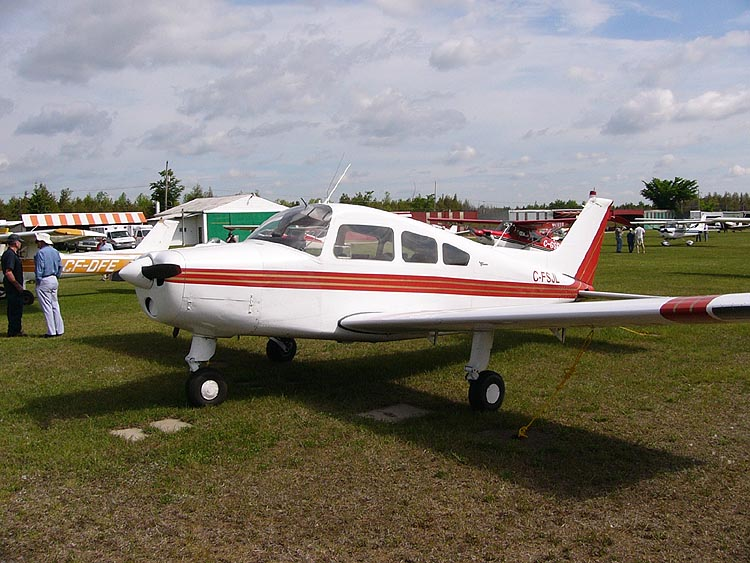
モデルA23 マスケティア

ビーチクラフト マスケティア（Beechcraft Musketeer）は、ビーチ・エアクラフト社が開発したレシプロ軽飛行機。

## 概要
セスナ 172やパイパー チェロキーに対抗する軽飛行機として、1961年10月23日に初飛行した。機体は4座席の片持ち式低翼単葉機で、降着装置は固定式。本機は登場早々に人気を博し、さらなる改良を重ねたことで、1965年からはエンジン出力などの違いによってマスケティア・カスタム（Musketeer Custom）、マスケティア・スポーツ（Musketeer Sport）、マスケティア・スーパー（Musketeer Super）の3種が製造されるようになった。マスケティア・カスタムとマスケティア・スポーツはオプションで曲技飛行キットを取り付けることも可能だった。さらに、1969年にはマスケティア・スーパーの降着装置を引き込み式にしたマスケティア・スーパーR（Musketeer Super R）が登場した。
1971年になるとマスケティアの名称は使われなくなり、マスケティア・スーパーの製造も終了した。残ったカスタム、スポーツ、スーパーRはそれぞれサンダウナー（Sundowner）、スポーツ（Sport）、シエラ（Sierra）と改称された。さらに、1974年からは搭載するエンジンの馬力からそれぞれサンダウナー180、スポーツ150、シエラ200と改称された。スポーツの生産は1978年に終了したが、他の2種は1980年代半ばまで生産が続き、各型合わせて4,366機が生産された。
軍用機としても採用されており、カナダ空軍がマスケティア・カスタムをCT-134の名称で練習機として運用した。

## 派生型

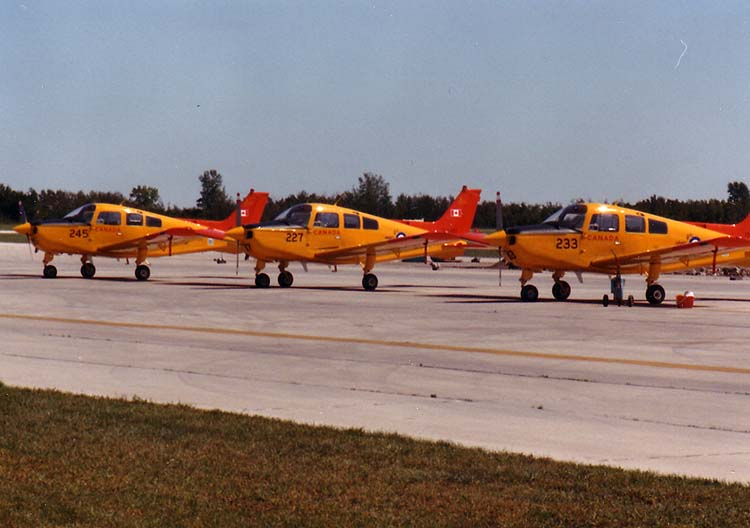
カナダ空軍のCT-134A

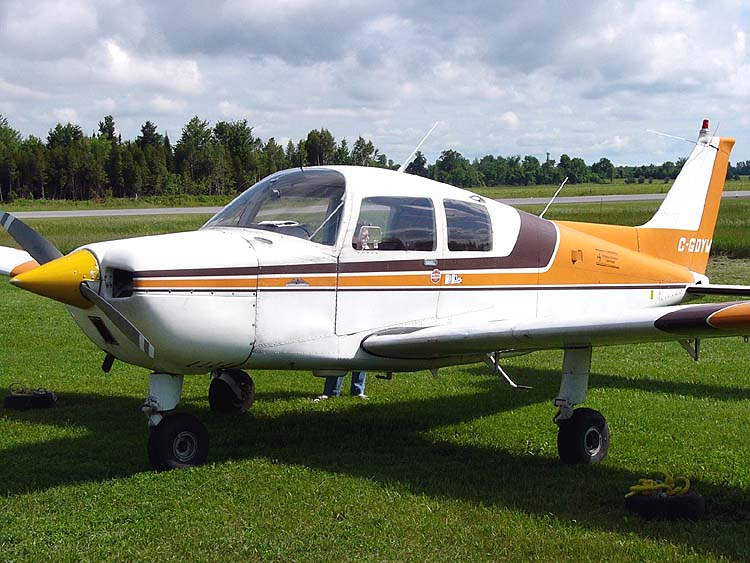
モデル B19 スポーツ

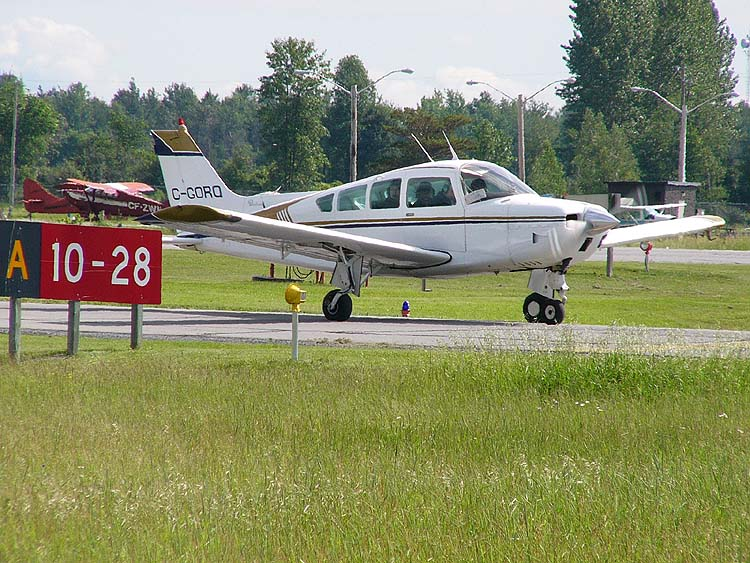
モデル B24R シエラ

マスケティア
モデル 23 マスケティア
最初の生産型。エンジンはライカミング製O-320-D2B（160馬力）を搭載。
モデル A23 マスケティア II
エンジンをコンチネンタル製 IO-346-A（165馬力）に変更。
マスケティア・カスタム/サンダウナー
モデル A23A マスケティア・カスタム III
モデル A23の最大離陸重量を増加。
モデル B23 マスケティア・カスタム III
曲技飛行機型。エンジンはライカミング製O-360-A2G（180馬力）を搭載。カナダ空軍での呼称はCT-134 マスケティア。
モデル C23 サンダウナー/サンダウナー180
モデル B23の改良型。エンジンはライカミング製O-360-A4G/A2G/A4J/A4K（180馬力）のいずれかを搭載。カナダ空軍での呼称はCT-134A マスケティア II。
マスケティア・スポーツ/スポーツ
モデル 19 マスケティア・スポーツ III
複座の低価格練習機型。キャビンの窓が減らされているが、オプションで4座とすることもできた。エンジンはライカミング製O-320-E2B/E2C/E3D（150馬力）のいずれかを搭載。
モデル 19A マスケティア・スポーツ III
モデル 19の曲技飛行専用型。
モデル B19 スポーツ/スポーツ150
モデル 19Aの改良型。
マスケティア・スーパー/シエラ
モデル 23-24 マスケティア・スーパー III
モデル A23Aの基本構造を元に、エンジンをライカミング製IO-360-A2B/A2D/A1B/A1D（200馬力）のいずれかに変更。後者2つのエンジンの場合は定速プロペラを装備する。座席は4～6座席。
モデル A24 マスケティア・スーパー III
モデル 23-24の改良型。
モデル A24R マスケティア・スーパーR/シエラ
モデル A24の降着装置を引き込み式に変更。エンジンはライカミング製IO-360-A1B/A1D（200馬力）のいずれかを搭載。
モデル B24R シエラ200
エンジンはライカミング製IO-360-A1B6（200馬力）を搭載し、新型のプロペラを採用。
モデル C24R シエラ200
モデル B24Rの機体フレームをより滑らかにした。

## 諸元（サンダウナーC23）
- 全長：7.84 m
- 全幅：9.98 m
- 全高：2.51 m
- 翼面積：13.56 m2
- 空虚重量：646 kg
- 最大離陸重量：1,111 kg
- エンジン：アブコ・ライカミング IO-360-A4J 水平4気筒ピストンエンジン（180馬力） × 1
- 最大速度：243 km/h=M0.20（海面高度）
- 巡航速度：230 km/h（高度5,000 ft）
- 実用上昇限度：4,160 m
- 航続距離：1,384 km
- 乗客：3名
- 乗員：1名